# Velika (Bulgaria)
Velika es un pueblo en el municipio de Tsarevo, en la Provincia de Burgas, en el sudeste de Bulgaria.
En 2015 tiene 102 habitantes.
Se ubica unos 5 km al oeste de la capital municipal Tsarevo.